# Estación de San Vicente dels Horts
San Vicente dels Horts (en catalán y oficialmente Sant Vicenç dels Horts) es un apeadero ferroviario situado en el municipio español homónimo, en la provincia de Barcelona, comunidad autónoma de Cataluña. Forma parte de la línea Llobregat-Noya de Ferrocarriles de la Generalidad de Cataluña (FGC) por donde circulan trenes de las líneas suburbanas S3, S4, S8, S9, y las de cercanías R5/R50 y R6/R60.

## Situación ferroviaria
Se encuentra ubicada en el punto kilométrico 14,1 de la línea férrea de ancho métrico que une Magoria con Martorell y Manresa a 32 metros de altitud. El tramo es de via doble y está electrificado, si bien existe un tramo de triple vía que se inicia un poco después de pasada la estación, sentido Barcelona. 

## Historia
La estación se inauguró el 29 de diciembre de 1912. con la apertura del tramo entre la primigenia estación de Magoria y Martorell, formando parte de las estaciones originales de la línea.

## La estación[4]
El edificio de viajeros queda a la izquierda de las vías, mirando en sentido Barcelona. Consta de dos alturas y cinco vanos por costado, estando el piso superior dotado de contraventanas de madera y enrejadas las de piso inferior. En el interior existe un vestíbulo donde se ubican las máquinas automáticas de venta de billetes y el control de accesos al andén 1 (sentido Martorell). Todo el lateral del edificio tiene una marquesina metálica en voladizo y sin apoyos, cubriendo de esta forma el andén parcialmente. Bajo dicha marquesina hay también máquinas de venta de billetes y puertas de control de acceso. En el mismo andén 1 hay un edificio de servicio que alberga diverso material ferroviario. En el lado oeste de la instalación y con acceso desde la Calle Ferrés y Costa es posible acceder directamente al andén de la vía 2 (sentido Barcelona). En este lado hay dos máquinas expendedoras de billetes y control de accesos, ocupando una parte de la marquesina.
Dispone de dos vías generales con dos andenes laterales de 157 y 153 metros de longitud. El tramo de triple vía que al que se hace mención anteriormente, ya fuera de andenes, sirve fundamentalmente como vía de apartado y espera de trenes de mercancías. Estos usan la tercera vía para ser sobrepasados por trenes de pasajeros.
Para comunicar ambos andenes, hay un paso subterráneo dotado de escaleras convencionales y rampas adaptadas a PMR, de paso libre, que comunica la Calle Anselmo Clavé (por donde se accede a la vía 1) con la Calle Ferrés y Costa. Con esta configuración se da la circunstancia de que no hay comunicación libre entre andenes y habrá que volver a tomar un nuevo billete en caso de querer cambiar de vía.
El conjunto se halla dotado de cámaras de videovigilancia.